# هنري بلوسوم
هنري بلوسوم (بالإنجليزية: Henry Blossom)‏ هو كاتب وكاتب أغاني وشاعر أمريكي، ولد في 10 مايو 1866 في سانت لويس في الولايات المتحدة، وتوفي في 23 مارس 1919 في نيويورك في الولايات المتحدة.

## وصلات خارجية
- هنري بلوسوم على موقع IMDb (الإنجليزية)
- هنري بلوسوم على موقع ميوزك برينز (الإنجليزية)
- هنري بلوسوم على موقع قاعدة بيانات برودواي على الإنترنت (الإنجليزية)